# Ciudadanos por el Desarrollo Europeo de Bulgaria
Ciudadanos por el Desarrollo Europeo de Bulgaria (en búlgaro: Граждани за европейско развитие на България, romanizado: Grazhdani za evropeysko razvitie na Balgariya, GERB) es un partido político conservador, populista y europeísta de Bulgaria fundado en 2006. Las iniciales de su nombre, GERB, significan «escudo» en búlgaro. Su líder formal es Tsvetan Tsvetanov, antiguo alcalde de Sofía, pero el actual jefe de la formación es el expolicía y alcalde de Sofía, Boyko Borisov. Originalmente se fundó como organización no gubernamental sin ánimo de lucro, pero después se convirtió en partido político.
A principios de enero y febrero de 2007, las encuestas electorales le otorgaban alrededor del 14 % de los votos, por detrás del Partido Socialista Búlgaro, al que le otorgaban el 25 %. El partido presenta la preservación de la familia como piedra angular de la sociedad y conseguir la independencia energética.
En las elecciones al Parlamento Europeo de 2007  obtuvo el 21,68% de los votos que le reportaron cinco eurodiputados, que se unieron al Partido Popular Europeo, en el que fue admitido lo 7 de febrero de 2008. En las elecciones legislativas de 2009 consiguió la victoria con el 39 % de los votos y 117 escaños de 240. Boiko Borísov fue nombrado primer ministro de Bulgaria

## Historia
En 2020 GERB sufrió una escisión, ya que una gran cantidad de miembros y organizaciones locales del partido se fueron junto al ex segundo al mando Tsvetan Tsvetanov para formar el partido Republicanos por Bulgaria. Bajo los gabinetes de Borisov, Bulgaria pasó a ser el miembro más pobre de la UE, con casi una cuarta parte de su población por debajo de las líneas nacionales de pobreza. La inversión extranjera directa cayó y la corrupción desenfrenada condujo al rechazo repetido de los intentos de Bulgaria de unirse al Área Schengen. Los resultados electorales de Borisov y su partido se vieron ensombrecidos por acusaciones de fraude y manipulación en 2013 y 2015  y en 2019 tanto a nivel local como para el Parlamento Europeo. Las amenazas judiciales contra opositores y los ataques contra periodistas aumentaron hasta el punto en que el periodismo en Bulgaria se volvió "peligroso" según Reporteros sin Fronteras, que clasificó a Bulgaria en el puesto 111 a nivel mundial en libertad de prensa en 2019

## Resultados electorales

### Elecciones legislativas

#### Asamblea Nacional
|  | 39.72 % |

|  | 30.54 % |

|  | 32.67 % |

|  | 32.95 % |

|  | 26.18 % |

|  | 23.21 % |

|  | 22.44 % |

|  | 25.33 % |

|  | 26.54 % |

|  | 23.99 % |

|  | 25.52 % |

#### Parlamento Europeo
| Año  | Votos   | %     | Bancas ganadas | Nota    |
| ---- | ------- | ----- | -------------- | ------- |
| 2007 | 420 001 | 21.68 | 5/17           | Primero |
| 2009 | 627 693 | 24.36 | 5/17           | Primero |
| 2014 | 680 838 | 30.40 | 6/17           | Primero |
| 2019 | 607 194 | 31.07 | 5/17           | Primero |
| 2024 | 474 059 | 23.55 | 5/17           | Primero |

### Elecciones presidenciales
|  | 40,11 % |

|  | 52,58 % |

|  | 21,96 % |

|  | 36,16 % |

|  | 22,83 % |

|  | 31,80 % |